# Cryptoheros sajica
Cryptoheros sajica is een straalvinnige vissensoort uit de familie van de cichliden (Cichlidae), afkomstig uit Costa Rica. De wetenschappelijke naam van de soort is voor het eerst geldig gepubliceerd in 1974 door Bussing. Het vrouwtje meet 7 à 8 centimeter en is grijs met donkergrijze strepen van kleur met gele vinnen. Het mannetje is grijs met donkergrijze strepen van kleur met rode vinnen en is 11 à 12 centimeter groot.

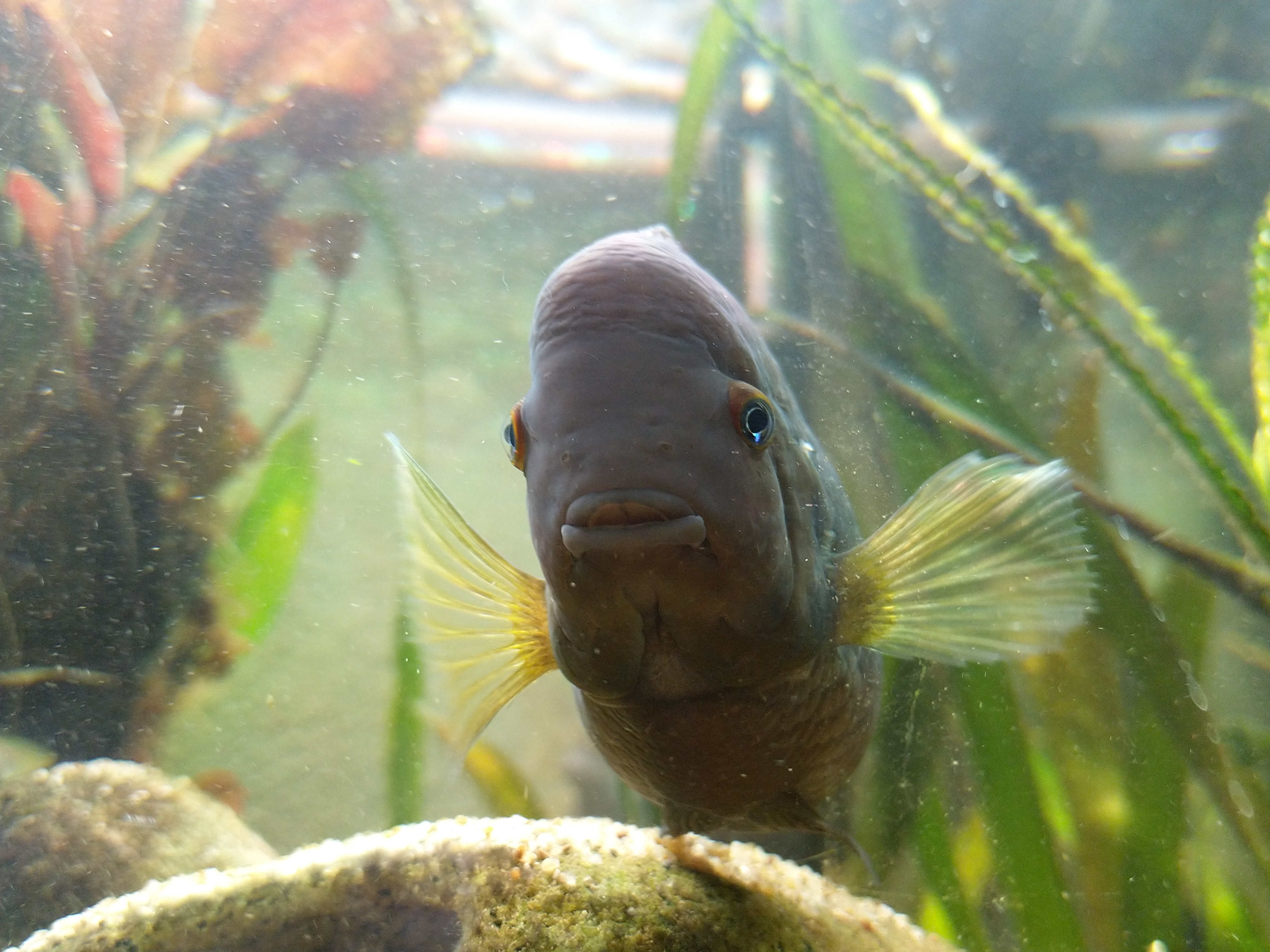
Mannetje

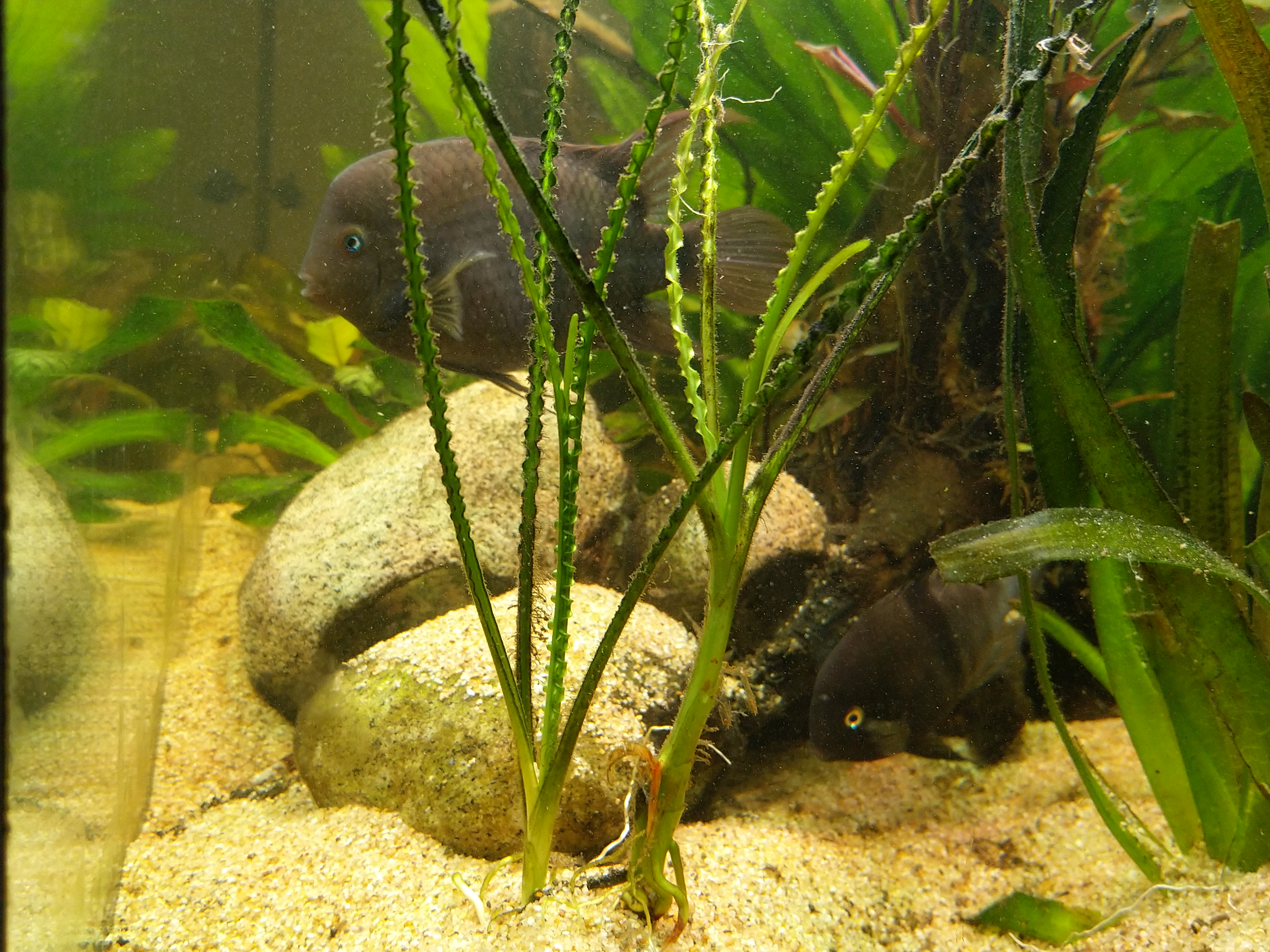
Een koppel

## Paring
Meestal is het vrouwtje degene die begint met de zoektocht naar een plekje om een holletje te maken. Zonder stenen, hout of een plekje om een holletje te maken wordt er niet gepaard. Wanneer ze een geschikt plekje heeft gevonden begint ze met zand verplaatsen om daar een holletje te maken. Het mannetje zal voorzichtig komen kijken. Wanneer ze het beide goedkeuren zal er gepaard worden. Dit ziet eruit als een soort dans om elkaar heen. Nadat er gepaard is zullen ze beide hard werken om het holletje uit te gaan bouwen. 
De jonkies, ongeveer honderd, komen in eitjes uit en zullen de eerste drie dagen in het holletje verblijven. Meestal plakken ze vast aan de steen of het hout. Het koppel kan  erg agressief naar andere vissen zijn. Ze zullen het koste wat kost opnemen tegen zelfs de grotere vissen. Na de drie dagen gaan de jonkies voorzichtig zwemmen, maar blijven te allen tijde bij de moeder en later bij beiden.

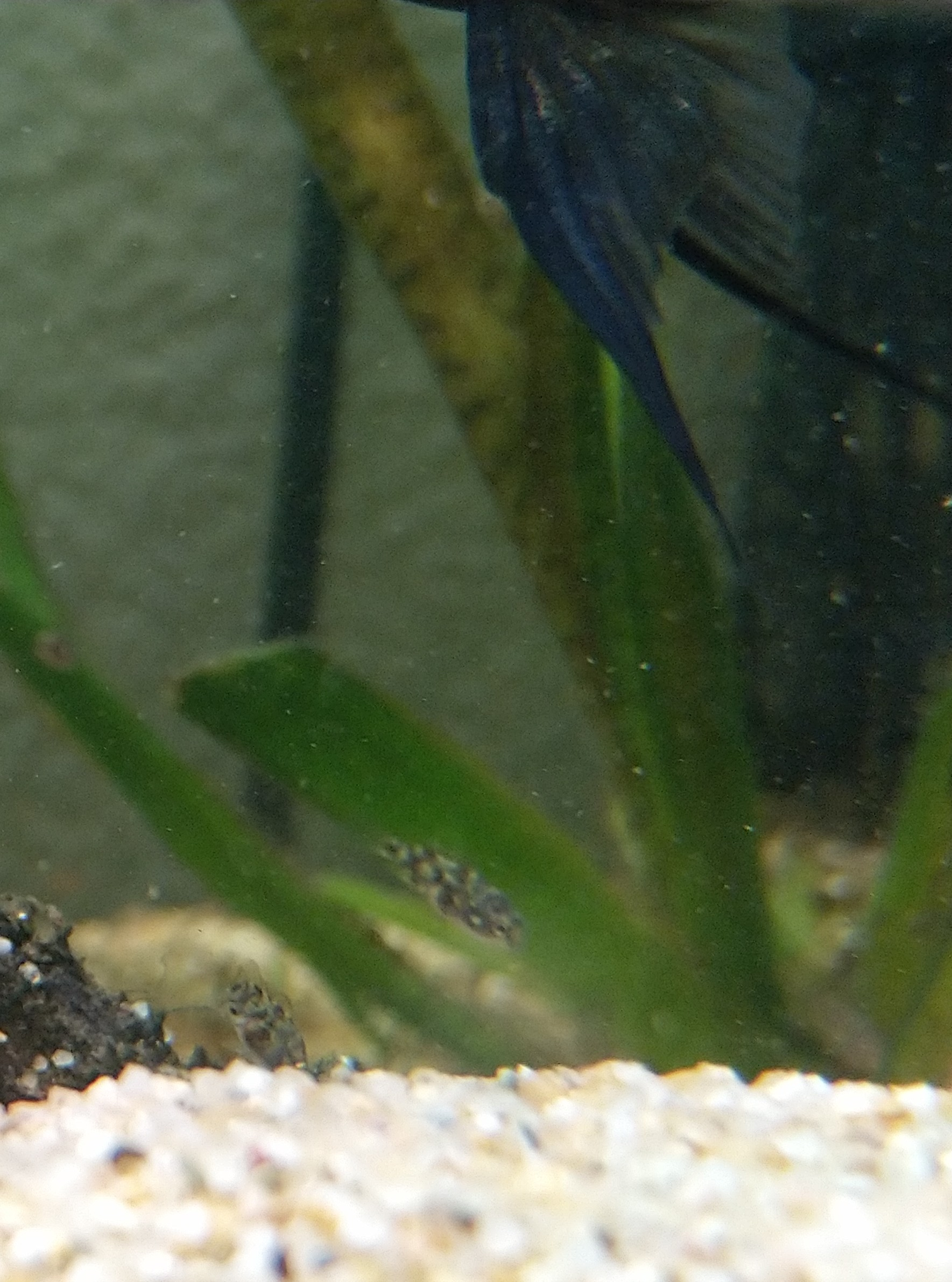
Twee jongen